# Pozycja 99

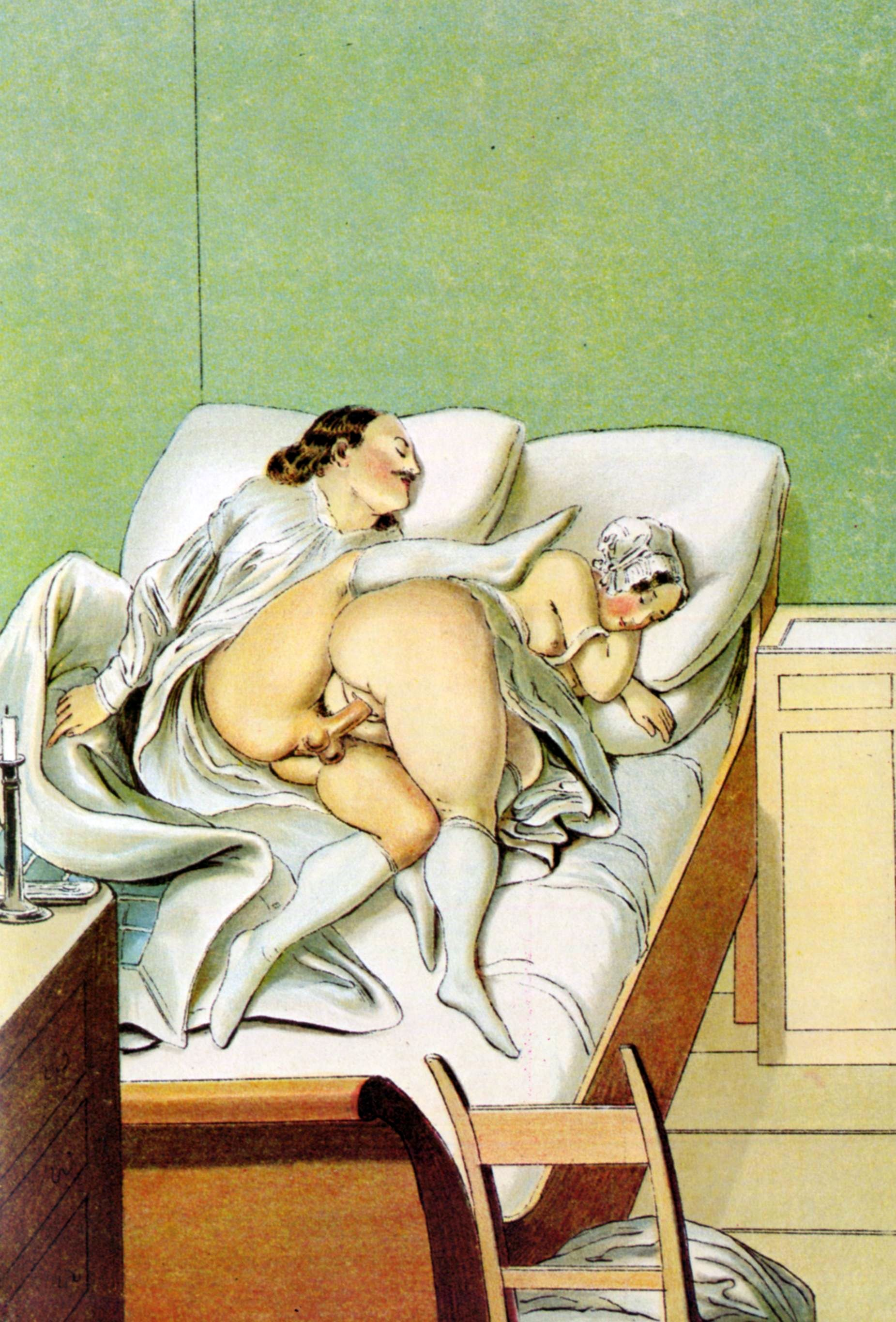
Pozycja 99

Pozycja 99 – pozycja seksualna zwana również z jęz. angielskiego określeniem spooning, (lub także pozycją łyżki) w której jeden z dwóch partnerów leżą po jednej stronie za drugim, brzuch aktywnego partnera styka się z plecami przyjmującego partnera. Ta pozycja może skutkować penetracją pochwy lub odbytu penisem, palcami lub przedmiotem. W rzeczywistości, jeśli schematycznie rozważymy te dwie figury jako głowy partnerów, liczba 99 przypomina dwóch partnerów jeden za drugim.
Określa się ją również pozycją łyżki, podczas gdy obaj partnerzy leżą na boku.

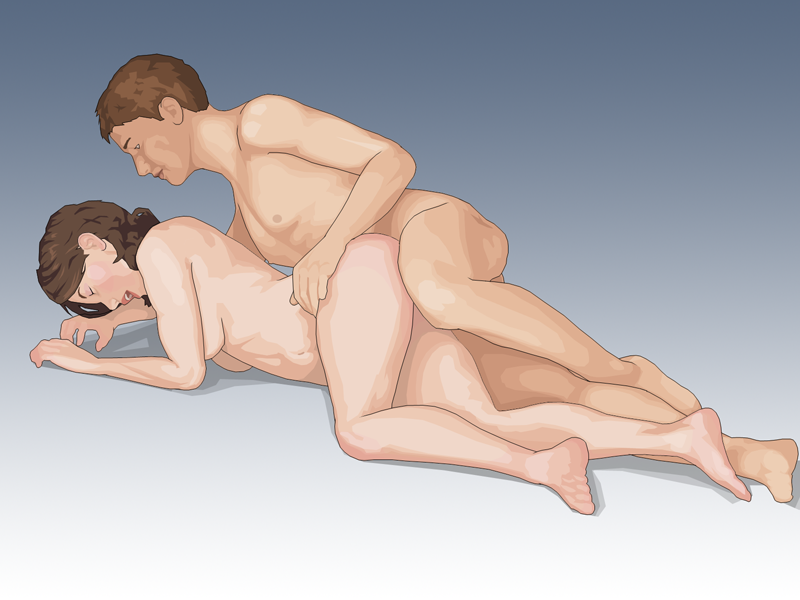
Spooning

Pozycja ta jest szczególnie polecana dla osób z ograniczeniami fizycznymi, takich jak kobiety w ciąży czy osoby z nadwagą. Może również opóźnić wytrysk u mężczyzn skłonnych do przedwczesnego wytrysku.
Pozycja 99 została zdefiniowana jako 1 z „czterech podstawowych pozycji” praktyk seksualnych.

## Biografia
- Jean Rogiere (2001). The Little Book of Sex. Ulysses Press. p. 96. ISBN 1-56975-305-9.